# Шона Маккарті
Шона Маккарті (англ. Shawna McCarthy; нар. 3 лютого 1954) — американська редакторка наукової фантастики і фентезі та літературна агентка.

## Кар'єра
У 1983—1985 роках Шона Маккарті працювала редакторкою журналу «Наукова фантастика Азімова» (Asimov's Science Fiction). У 1985 році її змінив Ґарднер Дозуа. Під час роботи у журналі під її редакцією вийшли чотири антології («Чудеса світу Айзека Азімова» (Isaac Asimov's Wonders of the World, 1982), «Прибульці та іншопланетяни Айзека Азімова» (Isaac Asimov's Aliens & Outworlders, 1983), «Особистий космос Айзека Азімова» (Isaac Asimov's Space of Her Own, 1984) та «Фантастика Айзека Азімова» (Isaac Asimov's Fantasy!, 1985)). Отримала премію «Г'юго» найкращому професійному редактору; загалом номінувалася на неї тричі)..
З 1985 по 1988 року працювала редакторкою видавництва Bantam Books. Разом з Лу Ароніка стала координаторкою перших двох томів антології «Full Spectrum». Залишивши Bantam Books, почала працювати літературною агенткою, спочатку із Скоттом Мередіт, потім зі Сковолом Чичаком Галеном, а згодом як незалежна агентка. Крім того, була редакторкою фантастичного журналу «Realms of Fantasy» з початку його заснування у 1994 році до його закриття після жовтневого випуску 2011 року.